# Ectopatria plinthina
Ectopatria plinthina là một loài bướm đêm thuộc họ Noctuidae. Nó được tìm thấy ở Tây Úc.